# Marshall R. Teague
Marshall R. Teague (Newport, 16 aprile 1953) è un attore statunitense.

## Biografia
Marshall R. Teague nasce nel 1953 a Newport in Tennessee, da una famiglia agiata e, finiti gli studi, si dedica alla recitazione. 

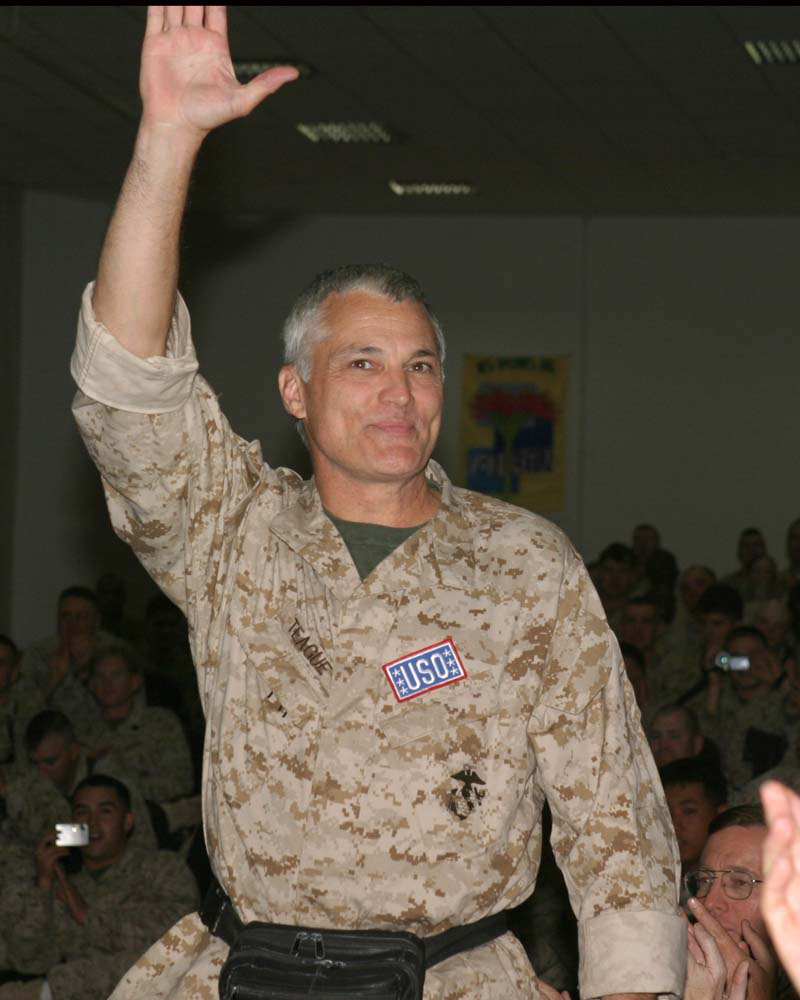
Marshall Teague nel 2006

Inizia la sua carriera partecipando nel 1979 al film Topper, al fianco di Kate Jackson. Ritorna sul grande schermo nel 1982 con Ombre a cavallo, ma è nel 1986 che ottiene il suo primo ruolo da protagonista nel film Vendetta di Bruce Logan. Comincia ad affermarsi anche come produttore; nel 1988 produce Jean-Claude Van Damme in uno dei suoi primi film Aquila nera, e l'anno dopo Sean Connery e Dustin Hoffman in Sono affari di famiglia. Nel 1989 arriva la definitiva consacrazione col film Il duro del Road House, dove interpreta Jimmy, al fianco di Patrick Swayze. Chiude il decennio con Trained to kill, che però non raccoglie il successo sperato.
Negli anni novanta si distingue in pellicole impegnate, come Gli uomini del capitano Parker, insieme a George Clooney e First of Iron, quest'ultimo accolto però freddamente dalla critica. Dopo aver prodotto nel 1995 A rischio della vita, Teague ritorna sugli schermi nel 1997 interpretando una piccola parte nel film The Rock, insieme a Sean Connery e Nicolas Cage, che ha un grande successo, incassando 134,6 milioni di dollari, e lo porta ad apparire da protagonista in Armageddon - Giudizio finale (1998), accanto a Bruce Willis, con riconfermato successo. In TV, dopo i primi film degli esordi, lavora per Canale 5 nel film Chameleons (1990) e No Child of Mine (1993).
Tra la fine degli anni novanta e i primi anni duemila partecipa con successo alle serie televisive Walker Texas Ranger e Babylon 5. Al cinema produce e interpreta il thriller Delitto + castigo a Suburbia (1999), il western Fuoco incrociato (2001), i film d'azione Detention (2003) e Il monaco (2003). Nel 1997 ottiene grande successo con la miniserie western Rough Riders, realizzata per le reti Mediaset.
Nel 2003 appare nel film per la TV Monte Walsh - Il nome della giustizia, andato in onda su Canale 5. Nel 2005 recita nel film The Cutter - Il trafficante di diamanti. Subito dopo questo ruolo decide di abbandonare la recitazione, continuando a produrre pellicole di successo, come nel caso di Solo 2 ore (2006), interpretato da Bruce Willis. Il 1º novembre 2006 partecipa alla reunion degli United States Marine Corps, durante il quale riceve una medaglia al valore
Nel 2011 Marshall ritorna alla carriera di attore: è protagonista del film drammatico Last Ounce of Courage, dove recita con Jennifer O'Neill e Fred Williamson. Nella pellicola interpreta il ruolo di un sindaco di una città del Texas che, dopo la morte del figlio, deve affrontare una protesta popolare. In autunno vengono annunciati i suoi nuovi progetti: prenderà parte al film Road to the Well, insieme a Laurence Fuller e Micah Parker, che sarà nelle sale nel 2016, mentre il 5 settembre 2015 inizia le riprese di Stranger di cui è protagonista.
Il 1º luglio 2013 termina le riprese della fiction Bail Out - Justice for All, di cui è ideatore e protagonista, che andrà in onda nella primavera 2016 su Mediaset.

## Filmografia

### Cinema
- Vendetta, regia di Bruce Logan (1986)
- Il duro del Road House (Road House), regia di Rowdy Herrington (1989)
- Trained to Kill, regia di H. Kaye Dyal (1989)
- Apache - Pioggia di fuoco (Fire Birds), regia di David Green (1990)
- Un gioco molto pericoloso (A Dangerous Place), regia di Jerry P. Jacobs (1994)
- Oltre la giustizia (Guardian Angel), regia di Richard W. Munchkin (1994)
- Fists of Iron, regia di Richard W. Munchkin (1995)
- The Rock, regia di Michael Bay (1996)
- The Bad Pack, regia di Brent Huff (1997)
- Armageddon - Giudizio finale (Armageddon), regia di Michael Bay (1998)
- The Art of a Bullet, regia di Michael G. Kehoe (1999)
- Delitto + castigo a Suburbia (Crime + Punishment in Suburbia), regia di Rob Schmidt (2000)
- Across the Line, regia di Martin Spottl (2000)
- U.S. Seals II, regia di Isaac Florentine (2001)
- What Matters Most, regia di Jane Cusumano (2001)
- Second to Die, regia di Brad Marlowe (2002)
- Bells of Innocence, regia di Alin Bijan (2003)
- Disaster, regia di Yossi Wein (2003)
- Special Forces, regia di Isaac Florentine (2003)
- The Cutter - Il trafficante di diamanti (The Cutter), regia di William Tannen (2005)
- The Pros and Cons of Breathing, regia di Seth Manheimer – cortometraggio (2006)
- House of the Rising Sun, regia di Bill Balas – cortometraggio (2006)
- Splitting Hairs, regia di Michael Boretz – cortometraggio (2007)
- American Identity, regia di Stephen Rollins – cortometraggio (2007)
- Universal Squadrons, regia di Mark Millhone (2011)
- Last Ounce of Courage, regia di Darrel Campbell e Kevin McAfee (2012)
- Front Porch, regia di Chris J. Rodriguez – cortometraggio (2014)
- Divorce Texas Style, regia di Corbin Timbrook (2016)
- AmeriGeddon, regia di Mike Norris (2016)
- Road to the Well, regia di Jon Cvack (2016)
- Begger Su, regia di Doc Miaz e Adam Richards (2016)
- Hell on the Border - Cowboy da leggenda (Hell on the Border), regia di Wes Miller (2019)
- Reagan, regia di Sean McNamara (2024)

### Televisione
- Topper, regia di Charles S. Dubin (1979)
- The Ambush Murders, regia di Steven Hilliard Stern – film TV (1982)
- Ombre a cavallo (The Shadow Riders), regia di Andrew V. McLaglen – film TV (1982)
- Starflight One (Starflight: The Plane That Couldn't Land), regia di Jerry Jameson (1983)
- Il mare vuoto (Travis McGee), regia di Andrew V. McLaglen (1983)
- Elvis and Me, regia di Larry Peerce (1988)
- Una sporca eredità (Original Sin), regia di Ron Satlof – film TV (1989)
- Chameleons, regia di Glen A. Larson – film TV (1989)
- Super Force, regia di Richard Compton (1990)
- Love and Curses... And All That Jazz, regia di Gerald McRaney (1991)
- Una mamma per Jesse (No Child of Mine), regia di Michael Katleman (1993)
- Motorcycle Gang, regia di John Milius (1994)
- Simon & Simon: In Trouble Again, regia di John McPherson (1995)
- Prigionieri di un incubo (The Colony), regia di Rob Hedden – film TV (1995)
- On the Line, regia di Elodie Keene (1997)
- Fuoco incrociato (Crossfire Trail), regia di Simon Wincer – film TV (2001)
- Dawn of Our Nation, regia di Michael W. Leighton (2001)
- Monte Walsh - Il nome della giustizia (Monte Walsh), regia di Simon Wincer – film TV (2003)
- Walker Texas Ranger - Processo infuocato (Walker, Texas Ranger: Trial by Fire), regia di Aaron Norris – film TV (2005)

### Serie TV
- Il tempo della nostra vita (Days of Our Lives) – soap opera (1965)
- Breaking Away – serie TV, episodio 1x02 (1980)
- Truck Driver (B.J. and the Bear) – serie TV, episodio 3x09 (1981)
- La Fenice (The Phoenix) – serie TV, episodio 1x02 (1982)
- Supercar (Knight Rider) – serie TV, episodio 1x21 (1983)
- La mamma è sempre la mamma (Mama's Family) – serie TV, episodio 2x12 (1984)
- Riptide – serie TV, episodio 1x10 (1984)
- Automan – serie TV, episodio 1x13 (1984)
- Professione pericolo (The Fall Guy) – serie TV, episodi 2x11-3x05-4x06 (1983-1984)
- A-Team (The A-Team) – serie TV, episodio 3x15 (1985)
- It's Your Move – serie TV, episodio 1x16 (1985)
- Crazy Like a Fox – serie TV, episodio 2x03 (1985)
- Scuola di football (1st & Ten) – serie TV, 12 episodi (1984-1985)
- Moonlighting – serie TV, episodio 2x12 (1986)
- Hunter – serie TV, episodio 2x19 (1986)
- Fuorilegge (Outlaws) – serie TV, episodio 1x07 (1987)
- Houston Knights - Due duri da brivido (Houston Knights) – serie TV, episodio 2x11 (1988)
- Le notti del lupo (Werewolf) – serie TV, episodio 1x27 (1988)
- Casalingo Superpiù (Who's the Boss?) – serie TV, episodio 5x15 (1989)
- In viaggio nel tempo (Quantum Leap) – serie TV, episodio 1x05 (1989)
- The People Next Door – serie TV, episodio 1x06 (1989)
- Sunset Beat – serie TV, episodio 1x01 (1990)
- Colombo (Columbo) – serie TV, episodio 9x05 (1990)
- MacGyver – serie TV, episodi 4x18-6x08 (1989-1990)
- Super Force – serie TV, episodio 1x25-1x26 (1991)
- Palm Springs, operazione amore (P.S.I. Luv U) – serie TV, episodio 1x02 (1991)
- Indagini pericolose (Bodies of Evidence) – serie TV, episodio 2x05 (1993)
- Johnny Bago – serie TV, episodio 1x06 (1993)
- Baywatch – serie TV, episodio 4x21 (1994)
- I racconti della cripta (Tales from the Crypt) – serie TV, episodi 4x14-6x08 (1992-1994)
- Star Trek: Deep Space Nine – serie TV, episodio 4x04 (1995)
- Renegade – serie TV, episodi 1x03-3x14-4x16 (1992-1996)
- Hawaii missione speciale (One West Waikiki) – serie TV, episodio 2x07 (1996)
- Pacific Blue – serie TV, episodio 2x06 (1996)
- Star Trek: Voyager – serie TV, episodio 3x23 (1997)
- Sentinel (The Sentinel) – serie TV, episodio 2x22 (1997)
- Due poliziotti a Palm Beach (Silk Stalkings) – serie TV, episodio 6x21 (1997)
- Rough Riders – serie TV, episodi 1x01-1x02 (1997)
- Gli specialisti (Soldier of Fortune, Inc.) – serie TV, episodi 1x08-1x10 (1997-1998)
- Terra promessa (Promised Land) – serie TV, episodio 3x04 (1998)
- Babylon 5 – serie TV, 6 episodi (1994-1998)
- Stargate SG-1 – serie TV, episodio 2x16 (1998)
- Crusade – serie TV, episodio 1x02 (1999)
- I viaggiatori (Sliders) – serie TV, episodi 4x12-4x18-5x14 (1998-1999)
- Pensacola - Squadra speciale Top Gun (Pensacola: Wings of Gold) – serie TV, 7 episodi (1998-2000)
- Road to justice - Il giustiziere (18 Wheels of Justice) – serie TV, episodio 2x15 (2001)
- Walker Texas Ranger (Walker, Texas Ranger) – serie TV, 8 episodi (di cui 5x07-8x09) (1993-2001)
- Robbery Homicide Division – serie TV, episodio 1x02 (2002)
- She Spies – serie TV, episodio 2x05 (2003)
- Beautiful (The Bold and the Beautiful) – serie TV, episodi 1x4254-1x4257 (2004)
- American Heiress – serie TV, 49 episodi (2007)
- In Plain Sight - Protezione testimoni (In Plain Sight) – serie TV, episodio 3x03 (2010)
- Scoundrels – serie TV, episodio 1x03 (2010)
- Friday Night Lights – serie TV, episodi 5x07-5x10 (2010-2011)
- Leverage - Consulenze illegali (Leverage) – serie TV, episodio 5x04 (2012)
- Criminal Minds – serie TV, episodio 9x21 (2014)
- American Crime – serie TV, episodi 1x08-1x09 (2015)
- Bail Out – serie TV, 9 episodi (2013-2016)
- The Grindhouse Radio (2017)
- The Jimmy Star Show with Ron Russell – serie TV, episodio 9x15 (2017)
- Seymour the Unfortunate Vampire – serie TV (2017)

## Doppiatori italiani
Nelle versioni in italiano delle opere in cui ha recitato, Marshall R. Teague è stato doppiato da:
- Massimo Lodolo in Colombo, She spies
- Carlo Cosolo in Apache - Pioggia di fuoco
- Sergio Di Stefano in The Cutter - Il trafficante di diamanti
- Roberto Pedicini in Walker Texas Ranger (episodio 5x07)
- Stefano Mondini in Walker Texas Ranger (episodio 8x09)
- Roberto Draghetti in Leverage - Consulenze illegali